# 長谷川真夕
長谷川 真夕（はせがわ まゆ、1983年4月22日 - ）は、日本のAV女優。
神奈川県出身。身長：163cm 、スリーサイズ：B84（Cカップ）・W60・H88。趣味、特技：映画鑑賞

## 略歴
2005年に『コスメティックデビュー』でAVデビュー。

## 作品

### アダルトビデオ
- コスメティックデビュー 長谷川真夕（2005年12月13日、MOODYZ）
- 美～bitch～痴 長谷川真夕（2006年1月13日、MOODYZ）
- 街で見かけるお姉さんのセックスプロフィール ～現役化粧品メーカー勤務 真夕クンの場合～（2006年2月13日、MOODYZ）
- 覗かれた女先生 長谷川真夕（2006年3月13日、MOODYZ）
- W女王様（2006年4月13日、MOODYZ）…共演:みずき紗英
- 乳首なめなめお姉さん　長谷川真夕（2006年5月19日、CROSS）
- 僕だけの覗き穴～隣に引越してきた綺麗なお姉さん～ 長谷川真夕（2006年6月19日、CROSS）
- 人気アイドルの本気セックス2（2006年8月13日、MOODYZ）※総集編
- 若妻の肌ざわり 長谷川真夕（2006年9月8日、光夜蝶）
- Platinum 04 長谷川真夕（2006年6月27日、テイクワン）
- AV女優が本気で結婚相手を募集しています（2006年10月25日、ホットエンターテイメント）…他出演:石田樹里、鈴木リエ、 山田陽子
- 艶女 1 長谷川真夕（2006年10月26日、ケー・トライブ）
- 女教師4時間（2007年1月13日、MOODYZ）※総集編
- 私の理想のSEX（2007年1月20日、ホットエンターテイメント）…他出演:大塚ひな、深津映見
- MOODYZ SEX BEST 4時間（2007年2月1日、MOODYZ）※総集編
- 団地妻 長谷川真夕（2007年2月16日、グラフィティジャパン）
- 痴女騎乗位4時間（2007年6月13日、MOODYZ）※総集編
- 団地妻 総集編 2（2007年7月19日、グラフィティジャパン）※総集編
- イカセ4時間（2007年9月13日、MOODYZ）※総集編
- ハイモザ 手コキ4時間（2007年10月1日、MOODYZ）※総集編
- ハイモザ Wフェラ4時間（2007年11月1日、MOODYZ）※総集編
- 女教師4時間（2007年11月13日、MOODYZ）※総集編